# Le due orfanelle (film 1921)
Le due orfanelle (Orphans of the Storm) è un film del 1921 diretto da David W. Griffith che dirige per l'ultima volta le sorelle Dorothy e Lillian Gish. Viene considerato l'ultimo dei grandi successi commerciali di Griffith. La storia è ambientata in Francia al tempo della Rivoluzione francese.
Nel 1907 in Francia, era stato girato un cortometraggio dallo stesso soggetto dalla Pathé Frères e un altro ne era stato girato anche nel Regno Unito. Nel 1911 Otis Turner e Francis Boggs girarono per la Selig Polyscope Company, The Two Orphans interpretato da Kathlyn Williams e Winifred Greenwood. Nel 1915 Herbert Brenon aveva girato The Two Orphans, seconda versione USA della storia delle due orfanelle, interpretate da Theda Bara e Jean Sothern. Una parodia del film, I due orfanelli, venne diretta nel 1947 da Mario Mattoli.

## Trama
Girard trova sui gradini della chiesa una neonata che accoglie e alleva insieme alla sua. Le due bambine, Henriette e Louise, crescono insieme. Ma Louise, la trovatella, diventa cieca. Dopo la morte del padre, Henriette decide di partire verso Parigi per cercare di curare la cecità della sorella. Siamo ai tempi in cui in Francia e a Parigi sta montando la rivoluzione. Il Terrore non è lontano. Ma i nobili, per il momento, abusano ancora del loro potere senza alcun freno.
Durante il viaggio verso Parigi, Henriette è concupita dal marchese de Praille che, in città, riesce a rapire la ragazza. La povera Louise, rimasta sola, cerca aiuto. Ma colei che glielo offre è una vecchia mendicante che sfrutta la cecità della ragazza mandandola per le strade a chiedere la carità. L'unico che cerca di aiutare Louise è il figlio zoppo della Frochard, ma anche lui è succube della madre e del fratello, un bruto violento. Intanto Henriette si trova nella notte prigioniera nel palazzo del marchese: viene portata come un trofeo davanti agli ospiti dell'aristocratico, che ridono delle richieste di aiuto della sventurata. Solo il Cavaliere di Vaudrey prende le sue difese e la salva. La porta fuori dal palazzo e le trova rifugio in una pensione rispettabile.
Un giorno, fuori, sulla strada passa la cieca, cantando una canzone. In camera sua, Henriette all'inizio non la sente. Poi si accorge di quel canto che arriva dalla strada: si affaccia alla finestra e vede Louise. Mentre si precipita dalle scale, viene bloccata da alcuni uomini in divisa che sono venuti per arrestarla. Louise, intanto, viene ripresa dalla Frochard, che la porta via.

## Produzione
Les Deux orphelines, il dramma dal quale è stato tratto il film, era già stato in precedenza trasposto due volte per lo schermo. L'attrice Kate Claxton possedeva i diritti del dramma che era stato suo cavallo di battaglia sul palcoscenico e che aveva interpretato centinaia di volte fin dal 1870. Griffith finì per litigare con la Claxton che, per ragioni sue, non voleva che se ne facesse una terza trasposizione cinematografica. Un altro problema che Griffith dovette affrontare fu quello di trovarsi di fronte al pericolo di una versione concorrente tedesca distribuita negli USA nello stesso momento in cui lui aveva finito il montaggio del film. Dovette comperare i diritti del film tedesco, impedendo così che entrasse in competizione con il suo.

## Distribuzione
Il film, distribuito dalla United Artists, ebbe una prima mondiale il 28 dicembre 1921 a Boston. Poi venne presentato a New York all'Apollo Theatre il 2 gennaio 1922, uscendo nelle sale il 30 aprile. In Italia uscì nel gennaio 1924. Originariamente, il film era stato concepito con un intermezzo di 5 minuti.

### Data di uscita
date di uscita
- USA	28 dicembre 1921
- Polonia	1922
- Austria	1923
- Finlandia	18 febbraio 1923
- Germania	marzo 1923
- Portogallo 4 gennaio 1926
- Francia 5 luglio 2006	 (riedizione)

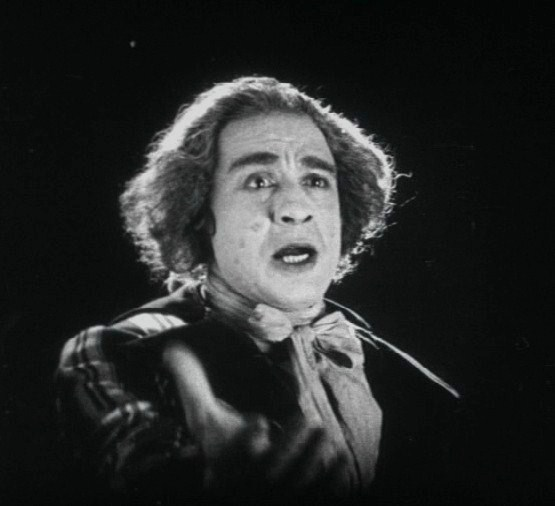
Monte Blue (Danton)